# قراضة الذهب في نقد أشعار العرب (كتاب)
كتاب قُُرَاضَة الذهب في نقد أشعار العرب من تأليف أبي علي الحسن بن رشيق المعروف بالقيرواني، وهو ناقد شعري له عدة مولفات من بينهم العمدة في صناعة الشعر ونقده. وقد ضاع الكتاب الأصلي ولم يتبق سوى نسخة واحدة موجودة في فرنسا.